# Diaphus minax
Diaphus minax är en fiskart som beskrevs av Nafpaktitis, 1968. Diaphus minax ingår i släktet Diaphus och familjen prickfiskar. Inga underarter finns listade i Catalogue of Life.